# Захаровский сельский округ (Московская область)
Захаровский сельский округ — упразднённая административно-территориальная единица, существовавшая на территории Одинцовского района Московской области в 1994—2006 годах.
Захаровский сельсовет был образован в первые годы советской власти. По данным 1919 года он входил в состав Перхушковской волости Звенигородского уезда Московской губернии.
В 1921 году к Захаровскому с/с был присоединён Шарапковский с/с, но уже в 1922 году он был выделен обратно. В 1923 году Шарапковский с/с был вновь присоединён к Захаровскому.
В 1924 году к Захаровский с/с был присоединён к Большевязёмскому с/с.
В 1926 году Захаровский с/с был восстановлен.
В 1926 году Захаровский с/с включал 1 населённый пункт — деревню Захарово.
В 1929 году Захаровский сельсовет вошёл в состав Звенигородского района Московского округа Московской области. При этом к нему были присоединены Скоковский и Супоневский с/с.
7 декабря 1957 года Звенигородский район был упразднён и Захаровский с/с был передан в Кунцевский район.
28 июля 1960 года в связи с упразднением Кунцевского района Захаровский с/с был передан в восстановленный Звенигородский район.
1 февраля 1963 года Звенигородский район был упразднён и Захаровский с/с вошёл в Звенигородский сельский район. 11 января 1965 года Захаровский с/с был передан в новый Одинцовский район.
23 июня 1988 года в Захаровском с/с был упразднён посёлок Раменская горка.
3 февраля 1994 года Захаровский с/с был преобразован в Захаровский сельский округ.
В ходе муниципальной реформы 2004—2005 годов Захаровский сельский округ прекратил своё существование как муниципальная единица. При этом все его населённые пункты были переданы в сельское поселение Захаровское.
29 ноября 2006 года Захаровский сельский округ исключён из учётных данных административно-территориальных и территориальных единиц Московской области.